# Junção hash
Em ciência da computação, Junção hash (do inglês hash join) é um algoritmo de junção usado em sistemas de gerência de bancos de dados relacionais, com objetivo de encontrar o conjunto de tuplas (ou pares ordenados) que devem estar na tabela resultante desta operação, contendo cada um dos valores distintos do atributo sobre o qual é realizada a operação.
Dadas duas tabelas que passarão pela operação de junção, para a menor relação o algoritmo gera uma tabela hash sobre os valores assumidos pelo atributo da junção que serve como índice para tornar o acesso mais rápido. Então a relação maior é percorrida e para encontrar os valores de atributos cujo hash esteja presente no índice criado.